# Dañobeitia Crag
Der Dañobeitia Crag (englisch; bulgarisch хълм Даньобеития chalm Danjobeitija) ist ein felsiger, spitzer und 205 m hoher Hügel auf der Livingston-Insel im Archipel der Südlichen Shetlandinseln. Er ragt 1,8 km nordwestlich des Gipfels des Teres Ridge am Siddins Point auf. Die Hero Bay liegt nördlich, die Vasilev Bay östlich und die Maleshevo Cove südwestlich von ihm.
Britische Wissenschaftler kartierten ihn 1968, spanische 1991 und bulgarische 2005 sowie 2009. Die bulgarische Kommission für Antarktische Geographische Namen benannte ihn 2012 nach Juan José Dañobeitia Canales, Manager des spanischen Antarktisprogramms, für seine Unterstützung bei der Durchführung bulgarischer Forschungskampagnen.